# Puklerzniki
Puklerzniki (Euphractinae) – podrodzina ssaków z rodziny Chlamyphoridae.

## Zasięg występowania
Podrodzina obejmuje gatunki występujące w Ameryce Południowej.

## Podział systematyczny
Do podrodziny należą następujące występujące współcześnie rodzaje:
- Euphractus Wagler, 1830 – puklerznik – jedynym żyjącym współcześnie przedstawicielem jest Euphractus sexcinctus Linnaeus, 1758 – puklerznik sześciopaskowy
- Chaetophractus Fitzinger, 1871 – włosopuklerznik
- Zaedyus Ameghino, 1889 – puklerzyk – jedynym żyjącym współcześnie przedstawicielem jest Zaedyus pichiy Desmarest, 1804 – puklerzyk różowy

Opisano również rodzaje wymarłe:
- Acantharodeia Rovereto, 1914[12]
- Amblytatus Ameghino, 1902[13]
- Anutaetus Ameghino, 1902[14] – jedynym przedstawicielem byłAnutaetus circundatus Ameghino, 1902
- Chorobates Reig, 1958[15]
- Eodasypus Ameghino, 1894[16]
- Hemiutaetus Ameghino, 1902[17] – jedynym przedstawicielem byłHemiutaetus constellatus Ameghino, 1902
- Isutaetus Ameghino, 1902[17]
- Macroeuphractus Ameghino, 1887[18]
- Mazzoniphractus Carlini, Ciancio & Scillato-Yané, 2010[19] – jedynym przedstawicielem byłMazzoniphractus ingens Carlini, Ciancio & Scillato-Yané, 2010
- Neophractus Esteban & Nasif, 1996[20] – jedynym przedstawicielem byłNeophractus martae Esteban & Nasif, 1996
- Paleuphractus Kraglievich, 1934[21] – jedynym przedstawicielem byłPaleuphractus argentinus (Moreno & Mercerat, 1891)
- Paraeuphractus Scillato-Yané, 1975[22] – jedynym przedstawicielem byłParaeuphractus prominens (Moreno & Mercerat, 1891)
- Parutaetus Ameghino, 1902[23]
- Proeuphractus Ameghino, 1886[24]
- Prozaedyus Ameghino, 1891[25]